# Pujon
Pujŏn är en landskommun i provinsen Södra Hamgyong, Nordkorea.